# 沙赫·阿齐兹·拉赫曼
沙赫·阿齐兹·拉赫曼 (孟加拉语：শাহআজিজুররহমান ，1925年-1988年)是孟加拉国政治家，曾担任孟加拉国前总理。他協助創立了孟加拉國民族主義黨，並於1979年贏得選舉。